# 데이터 품질
데이터 품질 또는 데이터 퀄리티(data quality)는 정보의 질적 또는 양적 상태를 나타낸다. 데이터 품질에 대한 정의는 다양하지만 일반적으로 데이터가 "운영, 의사결정 및 계획에서 의도된 용도에 적합한" 경우 데이터는 고품질로 간주된다. 더욱이, 데이터가 참조하는 실제 구조를 올바르게 표현한다면 데이터는 고품질로 간주된다. 또한 이러한 정의와는 별도로 데이터 소스의 수가 증가함에 따라 특정 외부 목적에 대한 사용 적합성과 관계없이 내부 데이터 일관성에 대한 문제가 중요해진다. 동일한 목적으로 사용되는 동일한 데이터 세트를 논의할 때에도 데이터 품질에 대한 사람들의 견해는 종종 불일치할 수 있다. 이 경우 데이터 거버넌스는 데이터 품질에 대해 합의된 정의와 표준을 형성하는 데 사용된다. 이러한 경우 데이터 품질을 보장하기 위해 표준화를 포함한 데이터 정제가 필요할 수 있다.

## 같이 보기
- 데이터 유효성 검사
- 데이터 거버넌스
- 데이터베이스 정규화
- 데이터 시각화
- 데이터 분석
- 데이터 사이언스